# Laval Nugent
Laval Nugent von Westmeath (Ballynacor, Írország, 1777. november 3. – Károlyváros, 1862. augusztus 21.) gróf, ír származású császári és királyi tábornagy, a 30. gyalogezred tulajdonosa, az 1848–49-es szabadságharcban a császári csapatok egyik tábornoka, Albert Nugent apja.

## Élete
1793-ban lépett a császári hadseregbe. Részt vett a Napóleon elleni háborúkban. Kiváló katona volt, ezért gyorsan haladt előre a ranglétrán. 1800-ban kiérdemelte a Katonai Mária Terézia-rendet, 1809-ben már vezérőrnagyként János főherceg vezérkari főnöke volt, részt vett a győri csatában. Rövid időre nyugalomba vonult, majd 1813-ban ismét szolgálatba lépett. Csapataival 1814-ben a Pó vidékén, 1815-ben Joachim Murat nápolyi király ellen harcolt, majd Nápoly katonai parancsnoka lett. 1816-ban VII. Piusz pápa római herceggé emelte. 1817-től 1820-ig I. Ferdinánd nápoly–szicíliai király szolgálatában maradt, majd hazatérése után az Osztrák Tengerpart kormányzója lett. 1838-ban táborszernaggyá léptették elő. 1842-től kinevezték Illíria, Belső-Ausztria és Tirol katonai főparancsnokává. E minőségében megbízták egy tartalék hadtest felállításával, melynek feladata Radetzky tábornagy itáliai hadseregének támogatása volt.
1848 őszén a Magyarország elleni támadás előkészítésére Stájerországban szervezett egy mintegy ötezer főből álló hadtestet. A hadtest báró Burits vezérőrnagy vezette dandára november 8-án a friedaui ütközetben (ma: Ormož, Szlovénia) vereséget szenvedett Perczel Mór vezérőrnagy Dél-Stájerországba betörő csapataitól. A téli hadjáratban Nugent mintegy hatezer fős hadtestének feladata a Dunántúl déli felének birtokba vétele és Eszék várának elfoglalása volt. Miután Kossuth Lajos a feldunai hadsereg megsegítésére Győrbe rendelte Perczel Mór hadtestét, Nugent csapatai benyomultak a Dunántúlra és 1849. január 10-én megszállták Nagykanizsát, január 30-án Pécset, majd ostromgyűrűbe zárták Eszék várát. A mintegy háromezer főnyi várőrség február 13-án a büntetlenség fejében átadta a várat.
Március végén, miután a délvidéki császári seregek főparancsnokává Josip Jelačićot nevezték ki, Nugent ismét visszahúzódott Stájerországba, és egy újabb hadtest szervezésébe kezdett. A nyári hadjáratban csapataival ismét benyomult a Dunántúlra, július 30-án megszállta Kaposvárt, augusztus 3-án Pécset, majd a Duna mentén észak felé vonulva átvette Csorich tábornoktól a komáromi várat ostromzár alatt tartó császári seregek parancsnokságát. Haynau megbízásából ő kezdte meg Klapka várparancsnokkal a tárgyalásokat a vár átadásának feltételeiről.
A szabadságharc után tábornaggyá léptették elő és megkapta a Katonai Mária Terézia-rend parancsnoki keresztjét.